# El delincuente por culpa del honor perdido
El delincuente por culpa del honor perdido o El delincuente por el honor perdido (Der Verbrecher aus verlorener Ehre – eine wahre Geschichte) es un reporte criminal de Friedrich Schiller publicado en 1786 bajo el título Verbrecher aus Infamie (Criminal por la infamia).

## Argumento
Un criminal es castigado varias veces por caza furtiva. Intenta varias veces reformarse. Termina por ser ajusticiado.